# Gerstungen

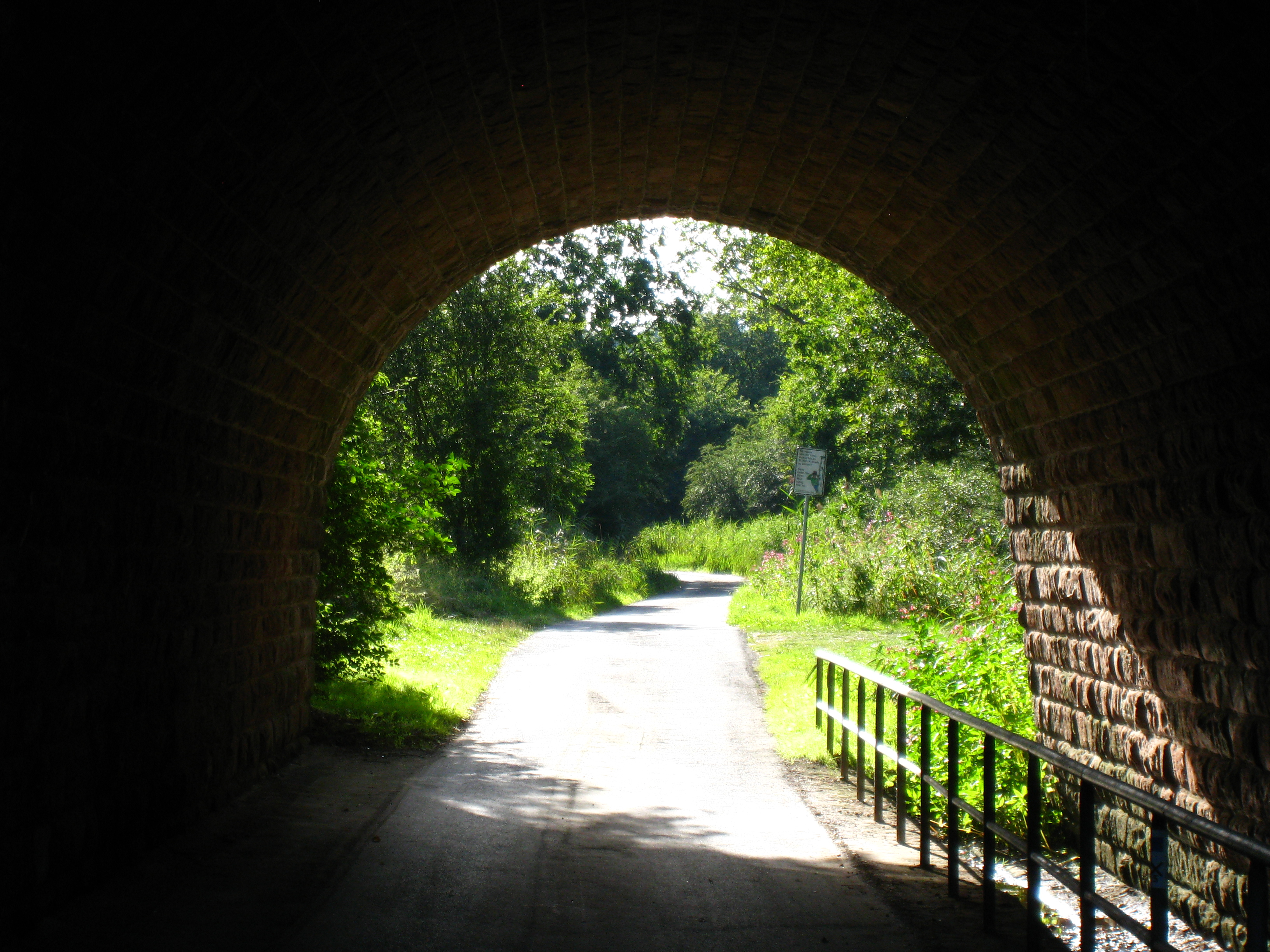
Szlak rowerowy doliny Werry w pobliżu Gerstungen

Gerstungen – miejscowość i gmina w Niemczech, w kraju związkowym Turyngia, w powiecie Wartburg. 6 lipca 2018 do gminy przyłączono gminę Marksuhl oraz Wolfsburg-Unkeroda, które stały się automatycznie jej częściami (Ortsteil).

## Zabytki

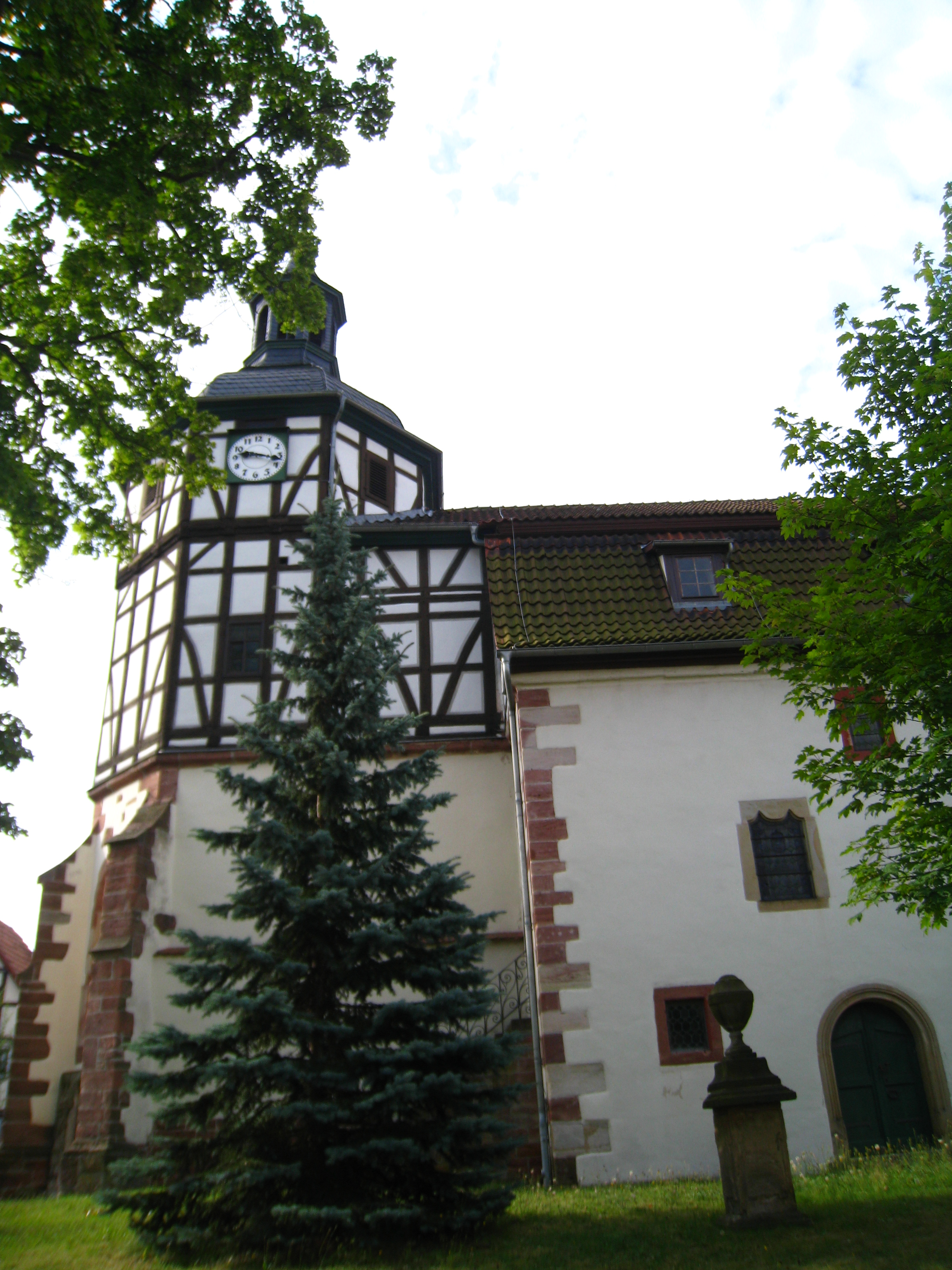
Kościół ewangelicki z XVI wieku

- Zamek Gerstungen
- XVI-wieczny kościół ewangelicki;

## Współpraca
Miejscowości partnerskie
- Breitenau am Hochlantsch, Austria
- Herleshausen, Hesja (kontakty utrzymuje dzielnica Lauchröden)